# Phosphodiesterase5 inhibitorer
Phosphodiesterase type 5 inhibitorer (PDE5-hæmmere) er et lægemiddel, som anvendes til at hæmme stoffet PDE5, så dette ikke nedbryder de blodkarudvidende substanser cGMP (cyklisk guanosin monofosfat). PDE5-hæmmere anvendes således til at behandle erektil dysfunktion, da det virker afslappende på blodkarerne i de glatte muskelceller, der forsyner corpus cavernosum i penis med blod.

## Anvendelse
PDE5-hæmmere var de første effektive orale lægemidler mod impotens. Medicinalproducenten Pfizer var først med Sildenafil (Viagra), som blev godkendt til behandling i 1998 i USA. Senere fulgte producenten Elli Lilly med Tadalafil (Cialis) i 2003, Bayer med Vardenafil (Levitra) i 2005, og  Menarini lancerede Avanafil (Spedra) i 2014. 
Sildenafil og Tadalafil kan også behandle pulmonal hypertension.